# Testosterone propionate
Testosterone propionate, được bán dưới tên thương hiệu Testoviron trong số những loại khác, là một loại thuốc androgen và đồng hóa steroid (AAS) được sử dụng chủ yếu trong điều trị nồng độ testosterone thấp ở nam giới. Nó cũng đã được sử dụng để điều trị ung thư vú ở phụ nữ. Nó được tiêm bằng cách tiêm bắp thường cứ hai đến ba ngày một lần.
Tác dụng phụ của testosterone propionate bao gồm các triệu chứng nam tính như mụn trứng cá, tăng trưởng tóc, thay đổi giọng nói và tăng ham muốn tình dục. Thuốc là một steroid tổng hợp androgen và đồng hóa và do đó là chất chủ vận của thụ thể androgen (AR), mục tiêu sinh học của androgen như testosterone và dihydrotestosterone (DHT). Nó có tác dụng androgen mạnh và tác dụng đồng hóa vừa phải, giúp ích cho việc sản xuất nam tính và phù hợp với liệu pháp thay thế androgen. Testosterone propionate là một ester testosterone và là một tiền chất tương đối ngắn của testosterone trong cơ thể. Bởi vì điều này, nó được coi là một dạng testosterone tự nhiên và sinh học.
Testosterone propionate được phát hiện vào năm 1936 và được giới thiệu sử dụng trong y tế vào năm 1937. Nó là ester testosterone đầu tiên được bán trên thị trường và là dạng testosterone chính được sử dụng trong y học cho đến khoảng năm 1960. Sự ra đời của các este testosterone tác dụng dài hơn như testosterone enanthate, testosterone cypionate và testosterone undecanoate bắt đầu từ những năm 1950 dẫn đến việc testosterone propionate chủ yếu được thay thế. Như vậy, nó hiếm khi được sử dụng ngày nay. Ngoài việc sử dụng trong y tế, testosterone propionate được sử dụng để cải thiện vóc dáng và hiệu suất. Thuốc là một chất được kiểm soát ở nhiều quốc gia và vì vậy sử dụng phi y tế nói chung là bất hợp pháp.

## Sử dụng trong y tế
Testosterone propionate được sử dụng chủ yếu trong liệu pháp thay thế androgen. Nó được phê duyệt đặc biệt để điều trị chứng suy sinh dục ở nam giới, ung thư vú, ham muốn tình dục thấp, dậy thì muộn ở trẻ trai và các triệu chứng mãn kinh.

### Các dạng có sẵn
Testosterone propionate thường được cung cấp dưới dạng dung dịch dầu để sử dụng bằng cách tiêm bắp. Nó cũng có sẵn trước đây là 30 mg hoặc 50 mg huyền phù nước. Viên nén Buccal của testosterone propionate trước đây cũng có sẵn.

## Tác dụng phụ
Tác dụng phụ của testosterone propionate bao gồm virilization trong số những người khác.

## Dược lý

### Dược lực học
| Thuốc                  | Tỉ lệ         |
| ---------------------- | ------------- |
| Testosterone           | 1: 1          |
| Testosterone cypionate | 1: 1          |
| Testosterone enanthate | 1: 1          |
| Methyltestosterone     | 1: 1          |
| Fluoxymesterone        | 1: 2          |
| Oxymetholone           | 1: 3          |
| Oxandrolone            | 1: 3 Vé1: 13  |
| Nandrolone decanoate   | 1: 2.5 Từ1: 4 |
| Nguồn: Xem mẫu.        |               |

Testosterone propionate là một tiền chất của testosterone và là một androgen và đồng hóa steroid androgenic (AAS). Đó là, nó là một chất chủ vận của thụ thể androgen (AR).

### Dược động học
Testosterone propionate được dùng trong dầu thông qua tiêm bắp. Thời gian bán hủy tương đối ngắn và thời gian cư trú trung bình tương ứng là 2 ngày và 4 ngày. Như vậy, nó có thời gian hành động ngắn và phải được thực hiện hai đến ba lần mỗi tuần.
| Este testosterone | Hình thức              | Con đường lãnh đạo | Nửa đời thải trừ | Thời gian cư trú trung bình |
| --- | ---------------------- | ------------------ | ---------------- | --------------------------- |
| Testosterone không làm mất cân bằng | Viên nang chứa đầy dầu | Uống               | 1,6 giờ          | 3,7 giờ                     |
| Testosterone propionate | Dung dịch dầu          | Tiêm bắp           | 0,8 ngày         | 1,5 ngày                    |
| Testosterone enanthate | Dung dịch dầu thầu dầu | Tiêm bắp           | 4,5 ngày         | 8,5 ngày                    |
| Testosterone không làm mất cân bằng | Dung dịch dầu hạt trà  | Tiêm bắp           | 20,9 ngày        | 34,9 ngày                   |
| Testosterone không làm mất cân bằng | Dung dịch dầu thầu dầu | Tiêm bắp           | 33,9 ngày        | 36,0 ngày                   |
| Testosterone buciclate a | Sự ngưng tụ            | Tiêm bắp           | 29,5 ngày        | 60,0 ngày                   |
| Lưu ý: Testosterone cypionate có dược động học rất giống với <abbr title="<nowiki>testosterone enanthate</nowiki>">TE. Chú thích: a = Không bao giờ bán trên thị trường. Nguồn: Xem mẫu. |                        |                    |                  |                             |

## Hóa học
Testosterone propionate, hoặc testosterone 17β-propanoate, là một steroid androstane tổng hợp và là một dẫn xuất của testosterone. Nó là một este androgen; Cụ thể, nó là C17β propionate (propanoate) este của testosterone.

## Lịch sử
Este testosterone được tổng hợp lần đầu tiên vào năm 1936 và được phát hiện là có hiệu lực cải thiện đáng kể so với testosterone. Trong số các este được tổng hợp, testosterone propionate là mạnh nhất và vì lý do này, đã được chọn để phát triển hơn nữa, sau đó được bán trên thị trường. Testosterone propionate được giới thiệu vào năm 1937 bởi Schering AG ở Đức dưới tên thương hiệu Testoviron. Nó là ester đầu tiên của testosterone được giới thiệu, và là dạng testosterone chính được sử dụng y tế trước năm 1960. Vào những năm 1950, các este testosterone tác dụng dài hơn như testosterone enanthate và testosterone cypionate đã được giới thiệu và thay thế testosterone propionate. Mặc dù ngày nay hiếm khi được sử dụng do thời gian ngắn, testosterone propionate vẫn có sẵn về mặt y tế.

## Xã hội và văn hoá

### Tên gốc
Testosterone propionate là tên chung của thuốc và USAN và BAN của nó. Nó cũng đã được gọi là testosterone propanoate hoặc propionyltestosterone.

### Tên biệt dược
Testosterone propionate đang hoặc đã được bán trên thị trường dưới nhiều tên biệt dược, bao gồm, trong số nhiều loại khác:
- Agrovirin
- Andronate
- Andrusol-P
- Anertan [13]
- Masenate
- Neo-Hombreol
- Oreton
- Perandren
- Synandrol
- Testoviron

### Tính khả dụng
Testosterone propionate dường như không còn có sẵn ở Hoa Kỳ.

### Tình trạng pháp lý
Testosterone propionate, cùng với AAS khác, là chất được kiểm soát theo lịch III ở Hoa Kỳ theo Đạo luật về các chất bị kiểm soát và là chất được kiểm soát theo lịch IV ở Canada theo Đạo luật về Thuốc và Chất được Kiểm soát.